# Edouard Filliol
Edouard Frank Filliol (Svájc, Genf, 1895. december 16. – Svájc, Genf, 1955. március 19.) svájci jégkorongozó, olimpikon

## Sportpályafutása
Az 1924. évi téli olimpiai játékokon a svájci válogatottal játszott a jégkorongtornán. Első mérkőzésükön a svédek ellen kikaptak 9–0-ra. Ezután a kanadaiaktól egy megsemmisítő 33–0-s vereség jött, majd az utolsó csoportmérkőzésen a csehszlovákoktól is kikaptak 11–2-re. Az utolsó, 8. helyen végeztek. Mind a 3 mérkőzésen játszott, mint kapus.
A Genève-Servette HC volt a klubcsapata.